# St. Margareta (Frohngau)

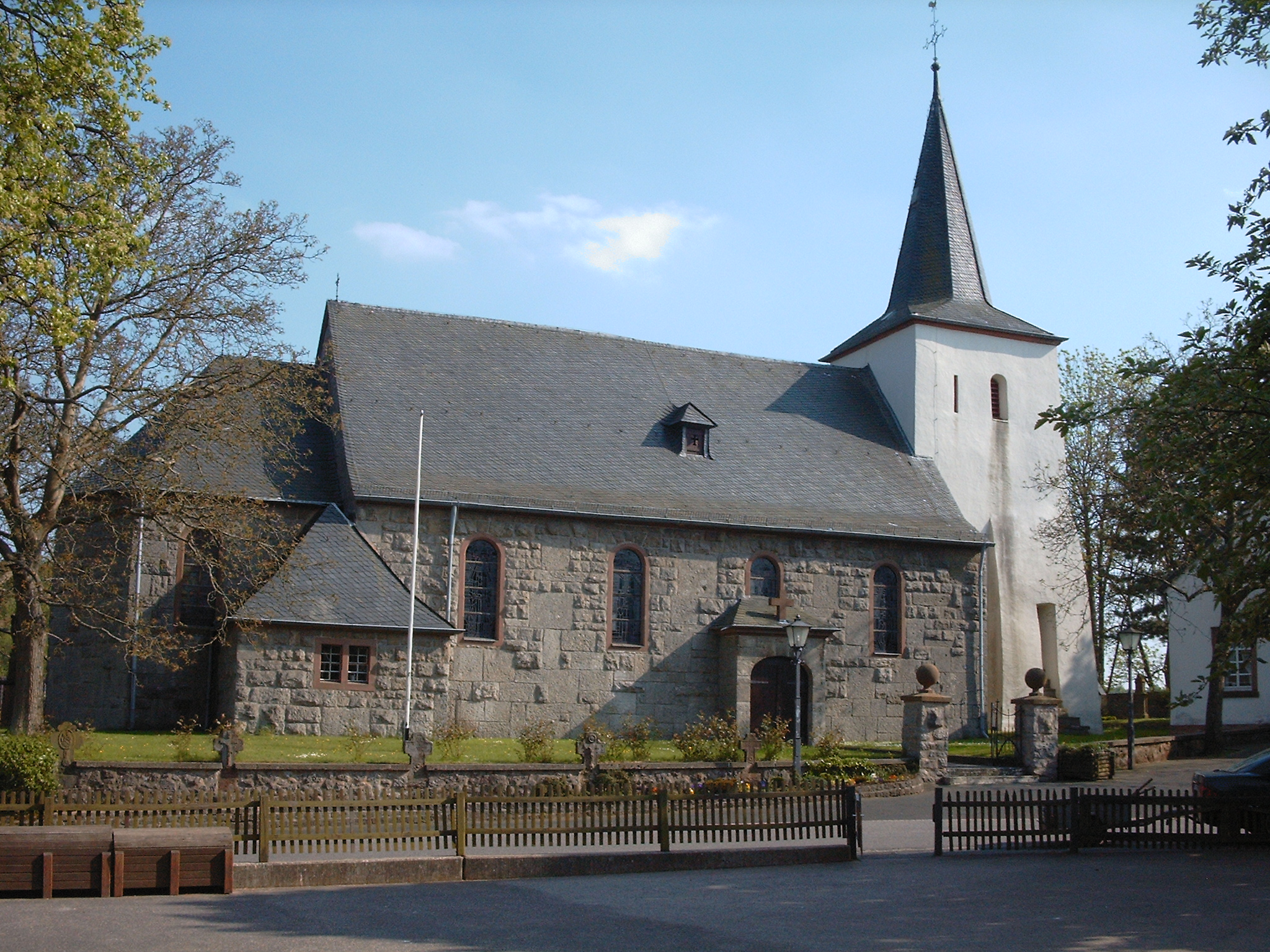
Pfarrkirche St. Margareta Frohngau

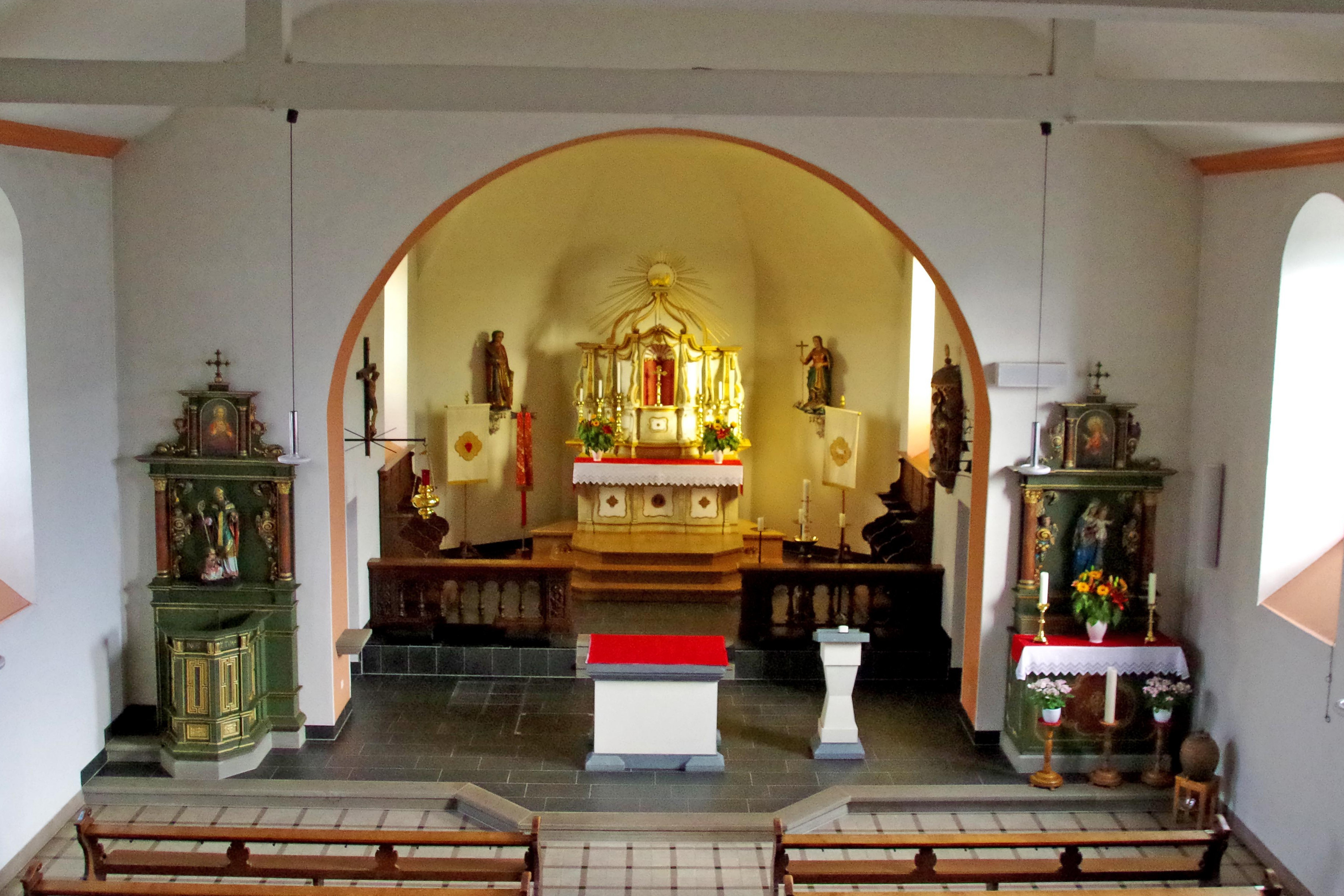
Blick von der Orgelempore zum Altarraum

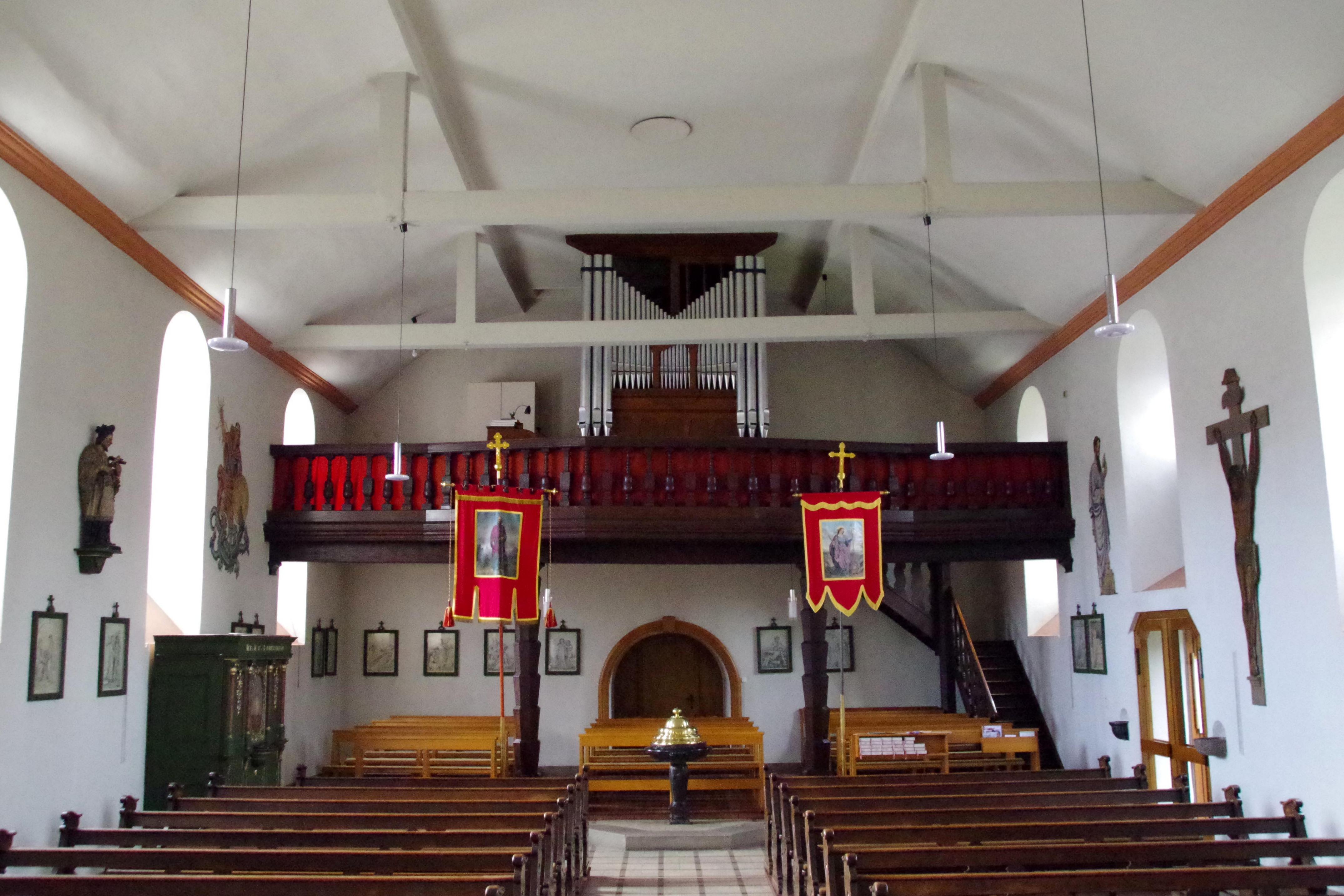
Kirchenschiff mit Taufstein und Orgelempore

Die römisch-katholische Pfarrkirche St. Margareta in Nettersheim-Frohngau (Pfarre Frohngau-Buir) gehört zum Bistum Aachen; die Pfarre bildet heute mit mehreren anderen Pfarreien die Gemeinschaft der Gemeinden Hl. Hermann-Josef Steinfeld. Das Gotteshaus ist der heiligen Margareta von Antiochia geweiht, Nebenpatronin ist die heilige Barbara.
Die Kirche ist ein geschütztes Baudenkmal.

## Baugeschichte
Die Existenz einer zur Pfarre Tondorf gehörenden Kapelle ist schon für das Jahr 1536 überliefert.
Eine Kapelle muss aber schon früher bestanden haben, wie die Kirchenglocken von 1431 und der aus spätgotischer Zeit stammende und heute noch bestehende Kirchturm beweisen.
Vielleicht gab es auch schon im Jahre 898 eine Kapelle in Frohngau: Darauf deutet in einer Urkunde König Zwentibolds von 898 die Erwähnung von Tondorf hin, zu dem mehrere „Kirchen“ gehörten.
Bis 1804 gehörte Frohngau zur Pfarre Tondorf und wurde dann zusammen mit Buir selbständige Pfarrei.
Die Kirche von vor 1923 war eine Saalkirche mit Westturm, schlicht geputztem Schiff und Chor, an den östlich eine Sakristei angebaut war.
Anfang des 20. Jahrhunderts war die Kirche zu klein geworden.
Deshalb entschloss man sich für einen Neubau.
Aber erst in den Jahren 1923 und 1924 wurde die Pfarrkirche neu errichtet.
Dazu wurde die alte Kirche 1923 bis auf den Westturm abgebrochen.
Der erste Gottesdienst in der neuen Kirche fand Ostern 1924 statt.
Sie wurde am 6. Juli 1924 geweiht.
Die Pläne für die neue Kirche stammen von dem Bonner Architekten Theodor Schlebusch.
Sie ist eine Saalkirche mit vier Fensterachsen.
Im Osten schließt der Chor an.
Die Kirche hat 100 Sitz- und 50 Stehplätze.
Genau wie der Vorgängerbau ist auch die neue Kirche nicht streng nach Osten ausgerichtet.
Im Jahre 1944, im Zweiten Weltkrieg, erlitt die Kirche Beschädigungen.
Sie wurden bis 1947 behoben.

## Ausstattung
Der Tabernakelaltar (Spätrokoko) entstand wahrscheinlich im 18. Jahrhundert.
Die Kanzel aus dem Jahre 1650 stammt ursprünglich aus der 1808 abgerissenen Kirche St. Johann in Münstereifel.
Der Taufstein war ein Geschenk des Trier Erzbischofs Johann IV. Ludwig von Hagen.
Die acht Fenster des Kirchenschiffs stammen aus dem Jahr 1973 und stellen die acht Seligkeiten dar.
Die Entwürfe für die Fenster schuf der Kunstmaler Walter Bettendorf.

### Orgel
Die Orgel ist ein Werk der Bonner Werkstatt Johannes Klais Orgelbau aus dem Jahr 1926, Opus 657. Das Instrument hat 12 Register auf zwei Manuale und Pedal verteilt. Die Spiel- und Registertraktur ist pneumatisch.
| I Hauptwerk     |       |
| Principal       | 8′    |
| Concertflöte    | 8′    |
| Dulciana        | 8′    |
| Octave          | 4′    |
| Rauschpfeife 2f | 2 ⁄3′ |

| II Schwellwerk  |    |
| Geigenprincipal | 8′ |
| Bordun          | 8′ |
| Aeoline         | 8′ |
| Traversflöte    | 4′ |
| Flautino        | 2′ |

| Pedal   |     |
| Subbaß  | 16′ |
| Zartbaß | 16′ |

- Koppeln, Spielhilfen:  I/II, I/P, II/P, II/I Sub, II/I Super, Tutti

## Pfarrer
Folgende Priester wirkten bislang als Pfarrer an St. Margareta:
- 1922–1932: Paul Linnartz
- 1932–1942: Heinrich Lösgen
- 1942–1975: Josef Fritzinger
- 1975–2006: Werner Schnabel
- Seit 2007: P. Wieslaw Kaczor SDS